# Edi Bauer
Eduard Bauer detto Edi (13 febbraio 1894 – 4 marzo 1948) è stato un allenatore di calcio e calciatore austriaco, di ruolo centrocampista.

## Carriera
Fu per due volte capocannoniere del campionato austriaco: nel 1917 (assieme a Leopold Neubauer) e nel 1918.

## Palmarès

### Giocatore

#### Competizioni nazionali
- Campionato austriaco: 8

Rapid Vienna: 1911-1912, 1912-1913, 1915-1916, 1916-1917, 1918-1919, 1919-1920, 1920-1921, 1922-1923
- Coppa d'Austria: 2

Rapid Vienna: 1918-1919, 1919-1920

### Allenatore

#### Competizioni nazionali
- Campionato austriaco: 3

Rapid Vienna: 1928-1929, 1929-1930, 1934-1935
- Coppa di Germania: 1

Austria Vienna: 1938

#### Competizioni internazionali
- Coppa dell'Europa Centrale: 1

SK Rapid: 1930